# خالد فهمي
خالد فهمي هو أستاذ تاريخ في جامعة تافتس. وتشمل اهتماماته البحثية التاريخ الاجتماعي والثقافي في الشرق الأوسط الحديث مع التركيز على تاريخ الجيش، الطب والقانون في القرن التاسع عشر بمصر.
تلقى فهمي درجة البكالوريوس في الاقتصاد عام 1985، ثم حاز على درجة الماجيستير في العلوم سياسية عام 1988 من الجامعة الأمريكية بالقاهرة، ثم حصل على رسالة الدكتوارة بموضوع التاريخ الاقتصادي والاجتماعي من كلية القديس بطرس، جامعة أوكسفورد في 1993 وبعد إقامته في جامعة أوكسفورد أصبح استاذا مساعدا في قسم دراسات الشرق الأدنى في جامعة برنستون بين السنوات " 1999-1994". ومن 1999-2010 كان استاذا مساعدا في قسم الدراسات الشرقية والاسلامية في جامعة نيويورك.
وفي عام 2010, عاد فهمي إلى مصر ليعمل رئيس قسم التاريخ في الجامعة الأمريكية بالقاهرة.
نُشرت أطروحة فهمي في التاريخ الاجتماعي لـجيش محمد علي باشا في وقت لاحق من جامعة كامبردج تحت عنوان «كل رجال الباشا محمد علي وجيشه وتأسيس مصر الحديثة» ونشرت الترجمة إلى اللغة العربية من قبل دار الشروق، وعقب ذلك ترجمة للـتركية التي نشرتها صحافة جامعة بلجي في اسطنبول.
كما كتب فهمي سيرة محمد علي باشا تحت عنوان «الجسد والحداثة: الطب والقانون في مصر الحديثة»
بالإضافة إلى كتبه، وقد نشر فهمي عددا من المقالات الأكاديمية حول المواضيع بما في ذلك، التعذيب، التجنيد، الكونية، والتخطيط الحضري، السجون، الشرطة، رائحة المدينة الحديثة، الطب الشرعي. ومواضيع أخرى تتعلق بتاريخ مصر في القرن التاسع عشر.

## من مؤلفاته
- «الجسد والحداثة: الطب والقانون في مصر الحديثة» ترجمة شريف يونس، 2006.
- «كل رجال الباشا: محمد علي وجيشه وبناء مصر الحديثة»، 2019.[17]
- «السعي للعدالة: الشريعة والطب الجنائي في مصر الحديثة»، 2022.

## الجوائز
- 2020: منحت جمعية التاريخ الاجتماعي البريطانية جائزتها السنوية لعام 2020 لكتاب «السعي للعدالة.. الشريعة والطب الجنائي في مصر الحديثة» للمؤرخ والأكاديمي المصري خالد فهمي.[18]
- 2020: انتخبته الأكاديمية البريطانية كزميل.